# Palatul Bahcisarai
Palatul hanului sau Hansarai este situat în orașul Bahcisarai, Crimeea. A fost construit în secolul al XVI-lea și a devenit reședința unui șir de hani tătari ai Crimeii. Complexul arhitectonic înconjurat de ziduri cuprinde o moschee, un harem, un cimitir, clădiri de locuit și grădini. Interiorul palatului a fost viu decorat și reflectă stilul tătar crimeean tradițional din secolul al XVI-lea. El este unul dintre cele mai cunoscute palate musulmane din Europa, alături de Palatul Topkapı, Palatul Dolmabahçe, Palatul Yıldız, Palatul Aynalıkavak, Palatul Edirne, Palatul Çırağan din Turcia și Alhambra din Spania.

## Istoric
Orașul Bahcisarai și palatul hanului au fost construite la comanda hanilor tătari ai Crimeii, care și-au mutat aici capitala de la Salaçıq în prima jumătate a secolului al XVI-lea. Palatul principal și minaretele au fost construite în secolul al XVI-lea de arhitecți otomani, perși și italieni. Avariile produse ulterior au necesitat o reconstrucție parțială a complexului Bahcisarai, dar, cu toate acestea, palatul și-a păstrat o mare parte din aspectul lui original. Unele dintre clădirile originale ale complexului au fost distruse în secolul al XVIII-lea, fiind construite în locul lor clădiri mai noi.

## Fântâna Bahcisarai
Într-o curte interioară se află o mică fântână, a cărei poveste tristă l-a impresionat atât de mult pe scriitorul rus Aleksandr Pușkin când a vizitat-o încât a scris un lung poem epic intitulat „Fântâna din Bahcisarai”.

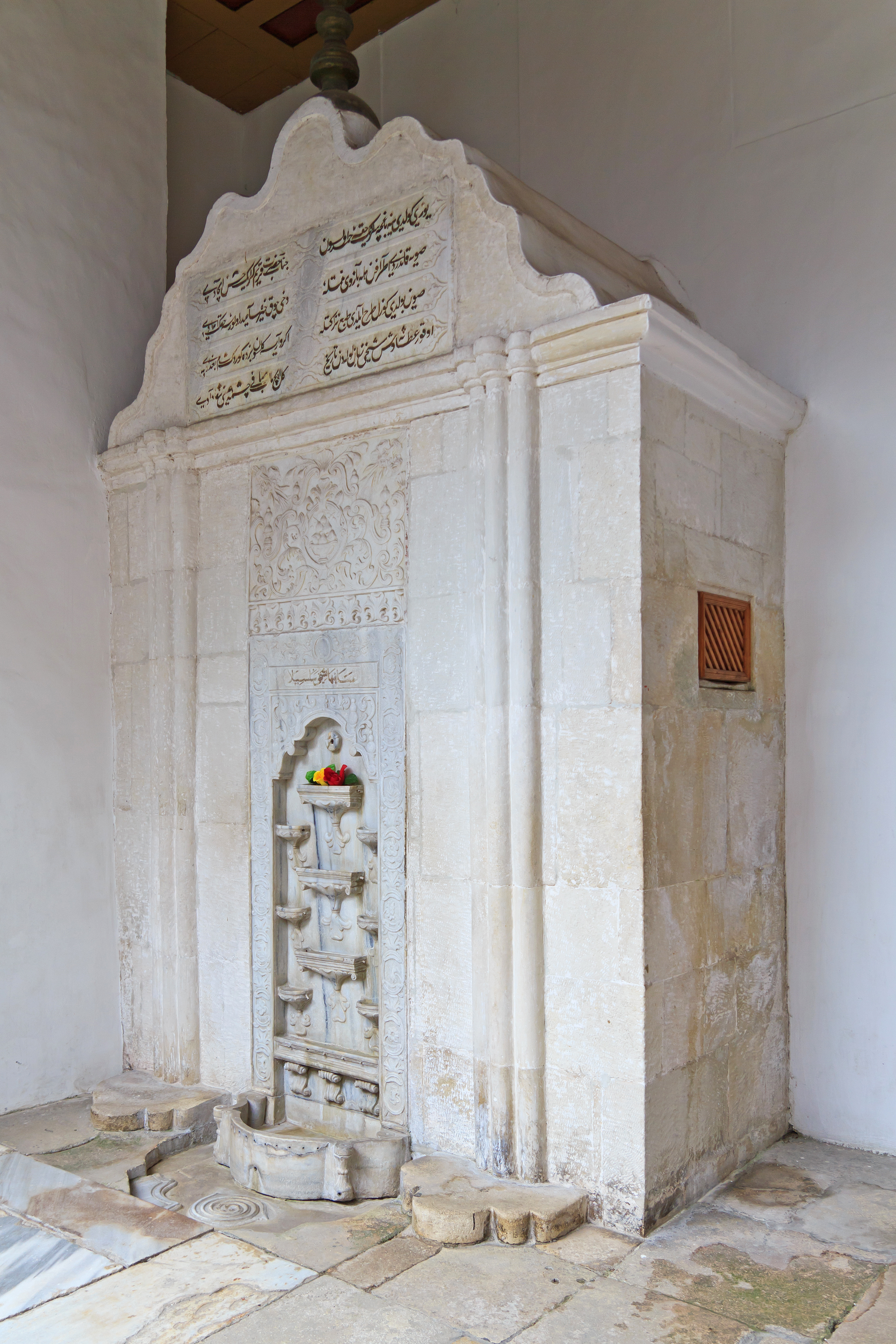
Fântâna Lacrimilor

Fântâna Bahcisarai sau Fântâna Lacrimilor este un caz real al reprezentării artistice a unei situații reale de viață. Fântâna este cunoscută ca întruchipare a iubirii unuia dintre ultimii hani ai Crimeii, Qırım Ghirai Han, pentru tânăra sa soție și a durerii resimțite pentru moartea ei timpurie. Potrivit legendei, hanul s-a îndrăgostit de o  prizonieră poloneză pe nume Maria, care făcea parte din haremul său. Maria ar fi fost ucisă din dușmănie de georgiana Zarema, fosta soție preferată a hanului. În ciuda sufletului său aspru, călit în numeroasele bătălii, hanul s-a întristat și a plâns moartea polonezei Maria, uimindu-i pe toți cei care îl cunoșteau. El a comandat construirea unei fântâni din marmură, pentru ca piatra să plângă, ca și el, pentru totdeauna.
Amplasată inițial lângă mormântul tinerei femei într-o grădină odihnitoare, fântâna a fost transferată în locul ei actual din Curtea Ambasadorilor, după ce împărăteasa Ecaterina a II-a a anexat teritoriul Crimeii. Versurile scrise de Pușkin au avut o contribuție importantă la conservarea palatului până în prezent.

## Moscheea mare a hanului

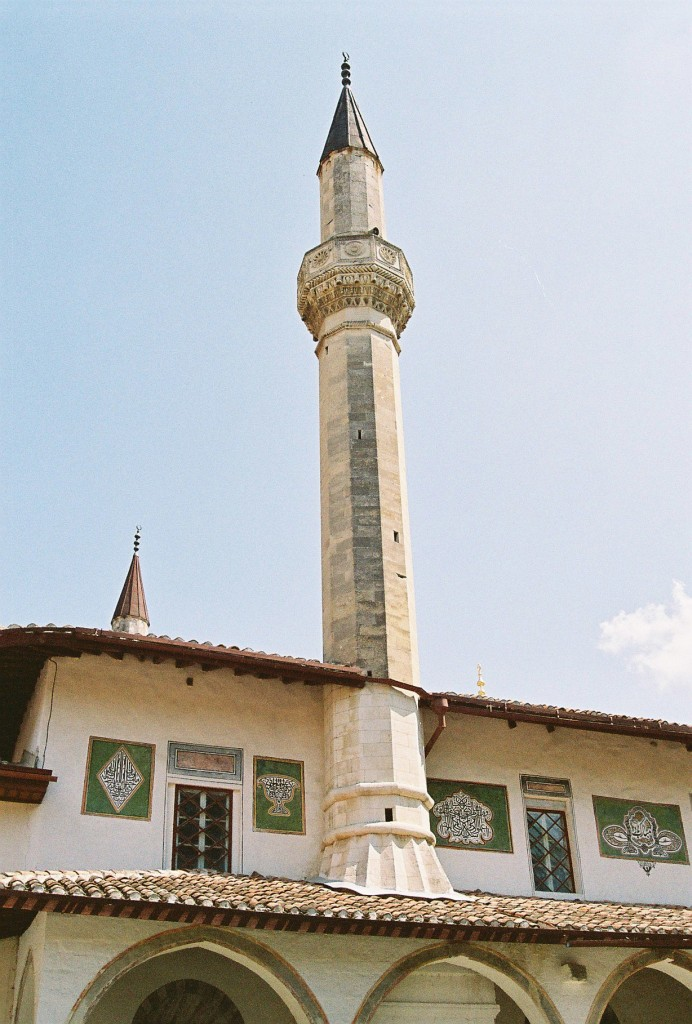
Minaret

Moscheea mare a hanului (în tătară crimeeană Büyük Han Cami) este situată în Piața Palatului, la est de poarta de nord. Este una dintre cele mai mari moschei din Crimeea și una dintre primele clădiri ale complexului arhitectonic de la Bahcisarai. Moscheea a fost construită în 1532 de hanul Sahib I Ghirai și a purtat numele său în secolul al XVII-lea.
Moscheea este alcătuită dintr-o sală de rugăciune pătrată, cu trei culoare, și are un acoperiș încovoiat, o tindă și porticuri pe laturile de est și către vest. Două minarete octogonale simetrice se ridică prin porticuri; ele au o înălțime de 28 de metri și au acoperișuri conice și săgeți. Un chioșc de formă pătrată este atașat zidului de nord-est al moscheii. Se crede că o medresă construită în 1750 de hanul Arslan Ghirai s-a aflat mai demult lipită de zidul de est al clădirii. Intrarea în moschee se face printr-un portal aflat pe latura de nord. În interior, pe trei dintre cei patru pereți este atașat un balcon, unde se afla loja rezervată hanului. Cercetătorii istorici susțin că acoperișul moscheii era format inițial din cupole de diferite dimensiuni.
În 1736 moscheea a fost distrusă de un incendiu și a fost restaurată ulterior în timpul domniei hanului Selameta Ghirai.

## Moscheea mică a hanului
Moscheea mică a hanului (în tătară crimeeană Kiçik Han Cami) se află în clădirea principală și a fost construită pentru membrii familiei hanului și pentru demnitarii importanți. Construirea micii moschei a avut loc în secolul al XVI-lea, iar picturile din moschee datează din secolele al XVII-lea și al XVIII-lea.

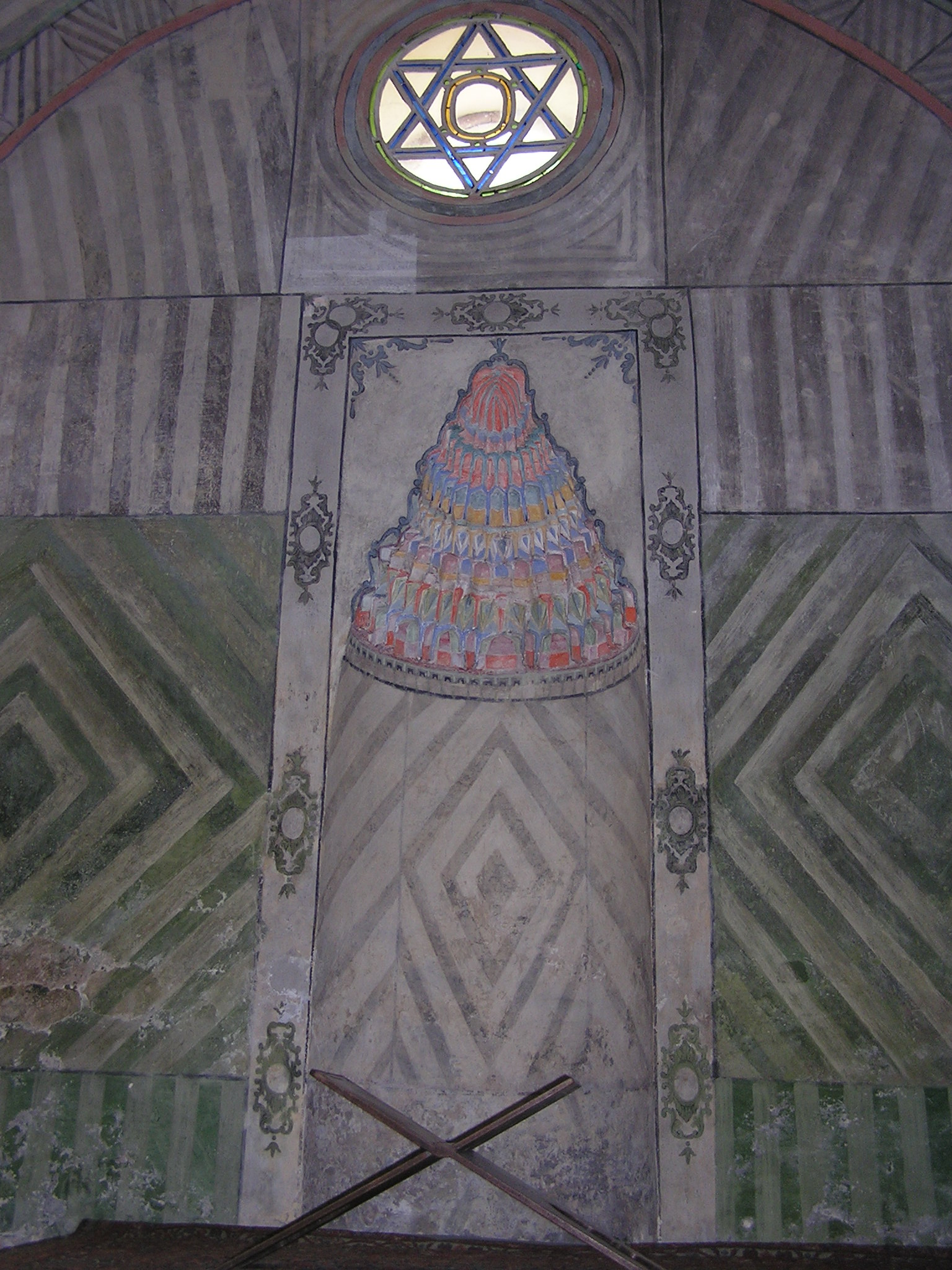
Mihrabul Moscheii mici

În zidul sudic se află mihrabul, ce este tăiat la partea superioară de șapte curele ornamentate, simbolizând cele șapte nivele ale cerului. Deasupra mihrabului este o fereastră de tip vitraliu, pe care este reprezentant sigiliul lui Suleiman (hexagrama). Pereții moscheii mici conțin imagini de bărci cu vele, cai și călăreți.

## Galerie
Clădiri

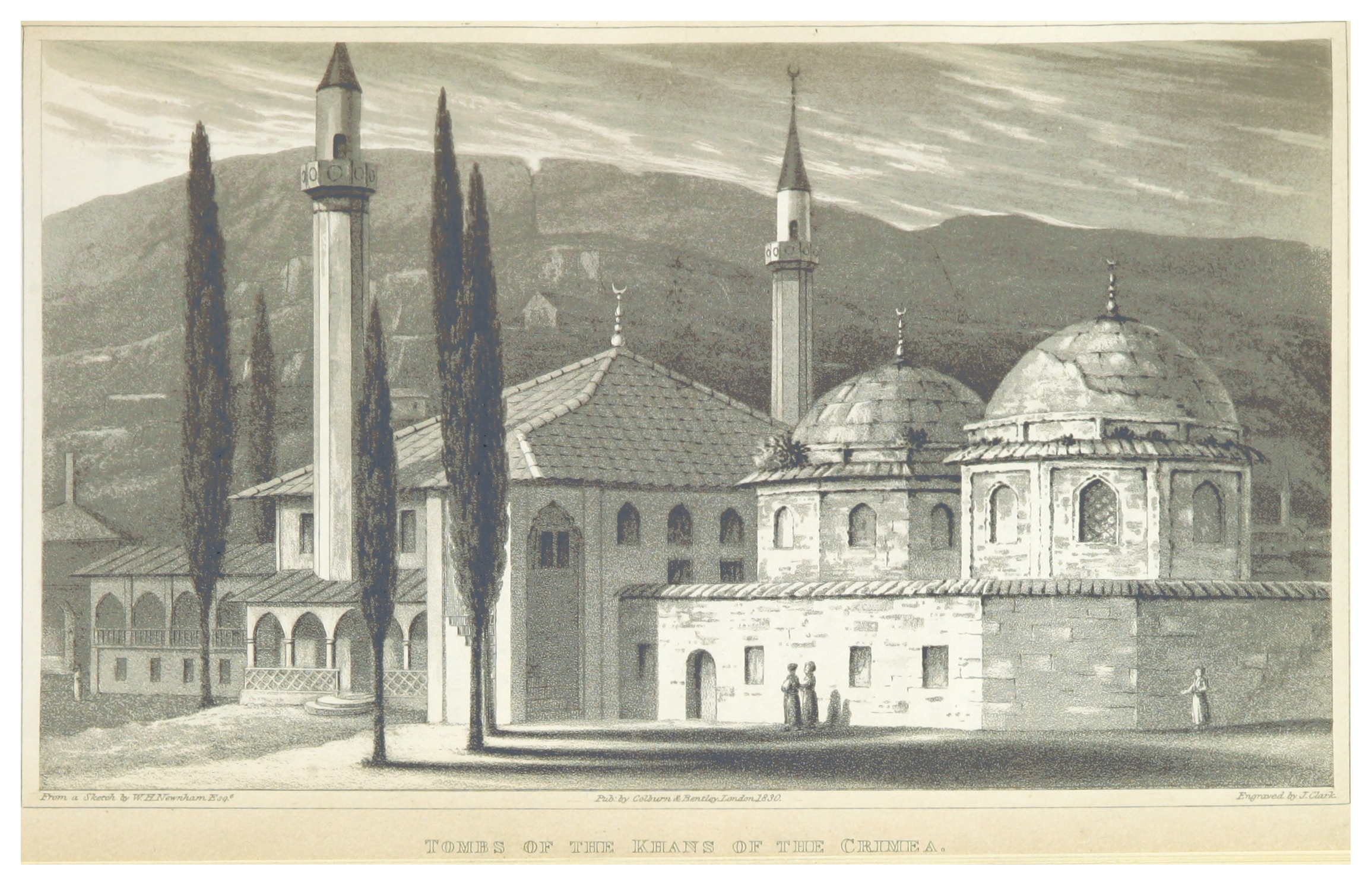
Palatul în 1830
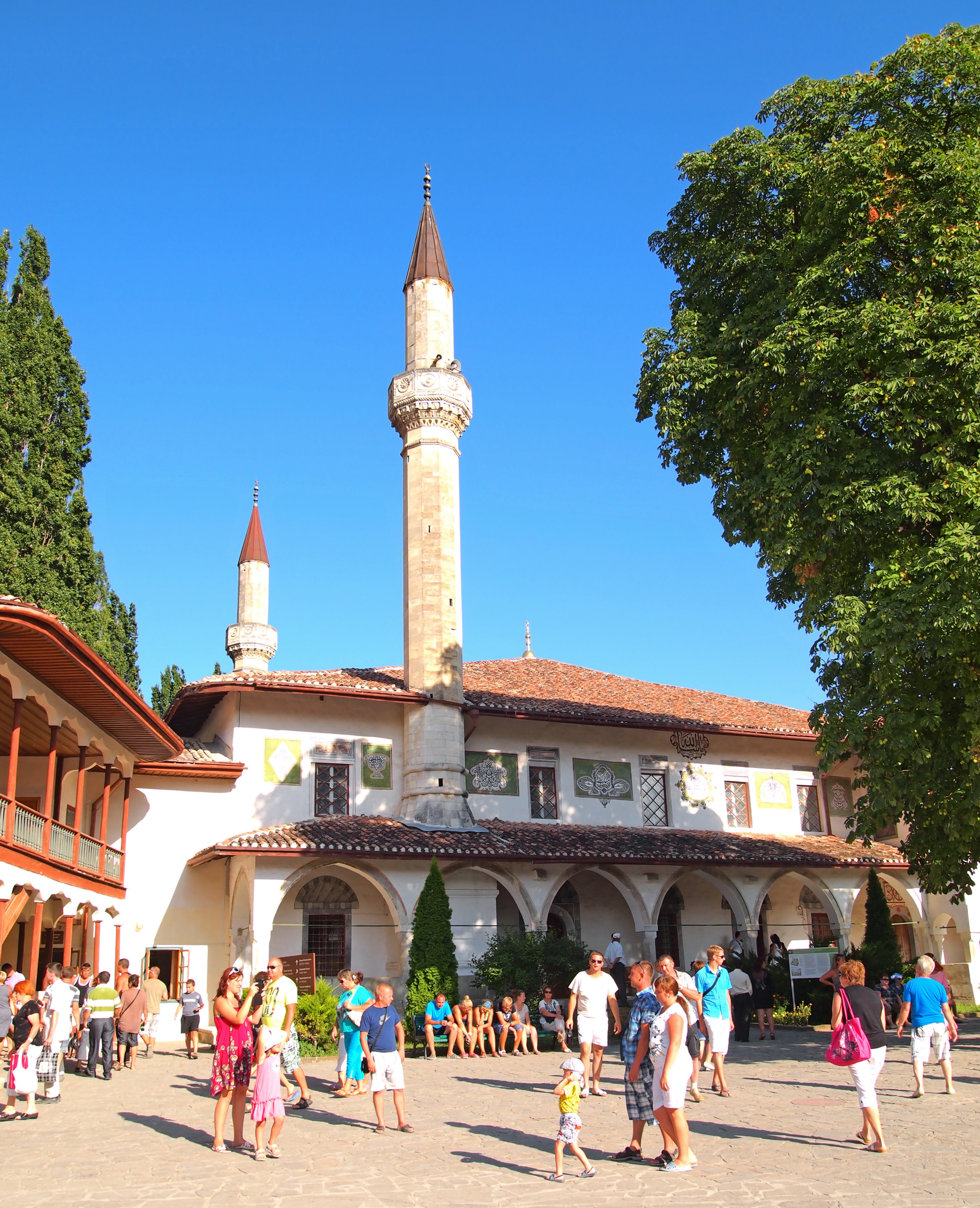
Moscheea mare
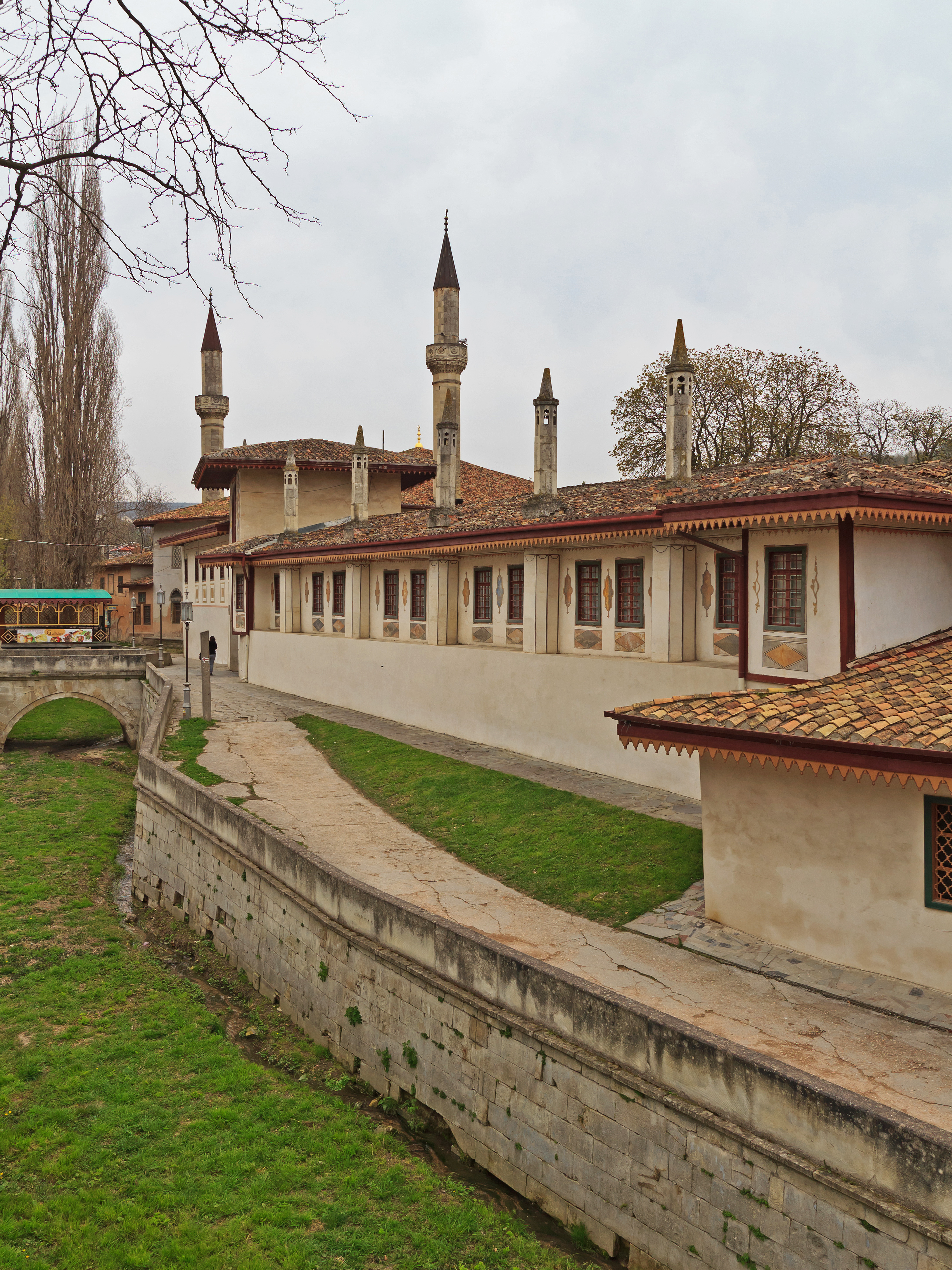
Palatul Bahcisarai
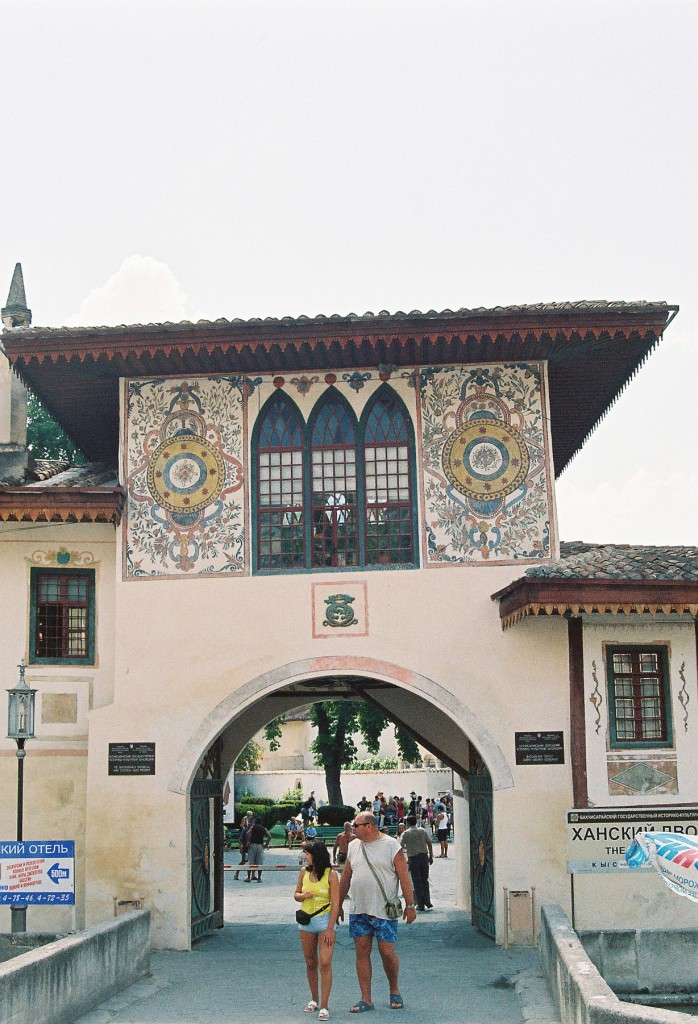
Poarta de nord
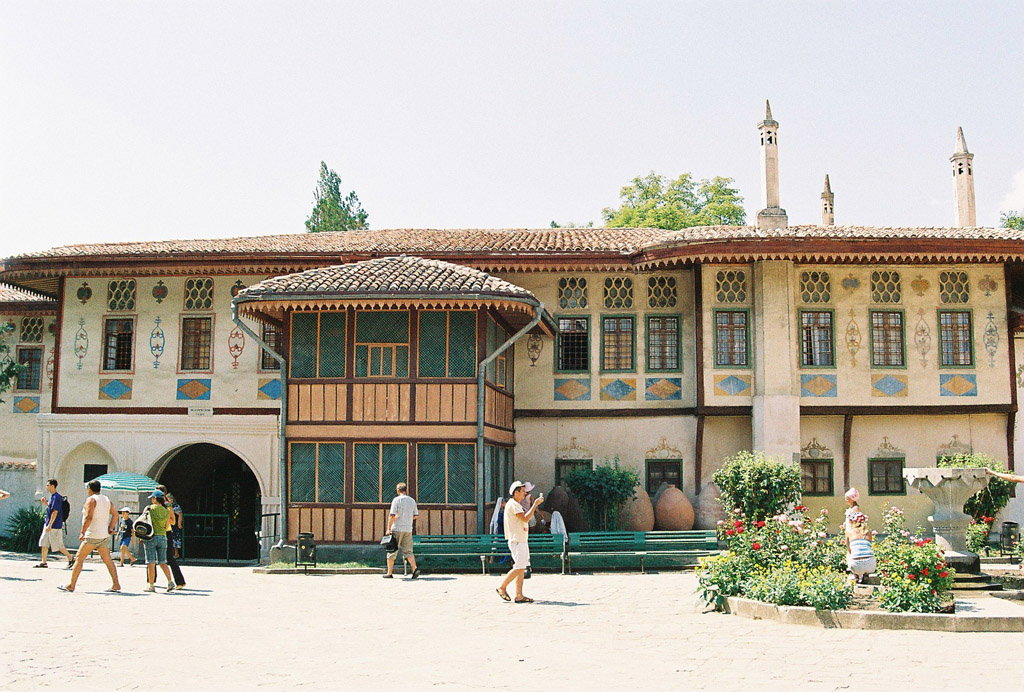
Zona locuințelor
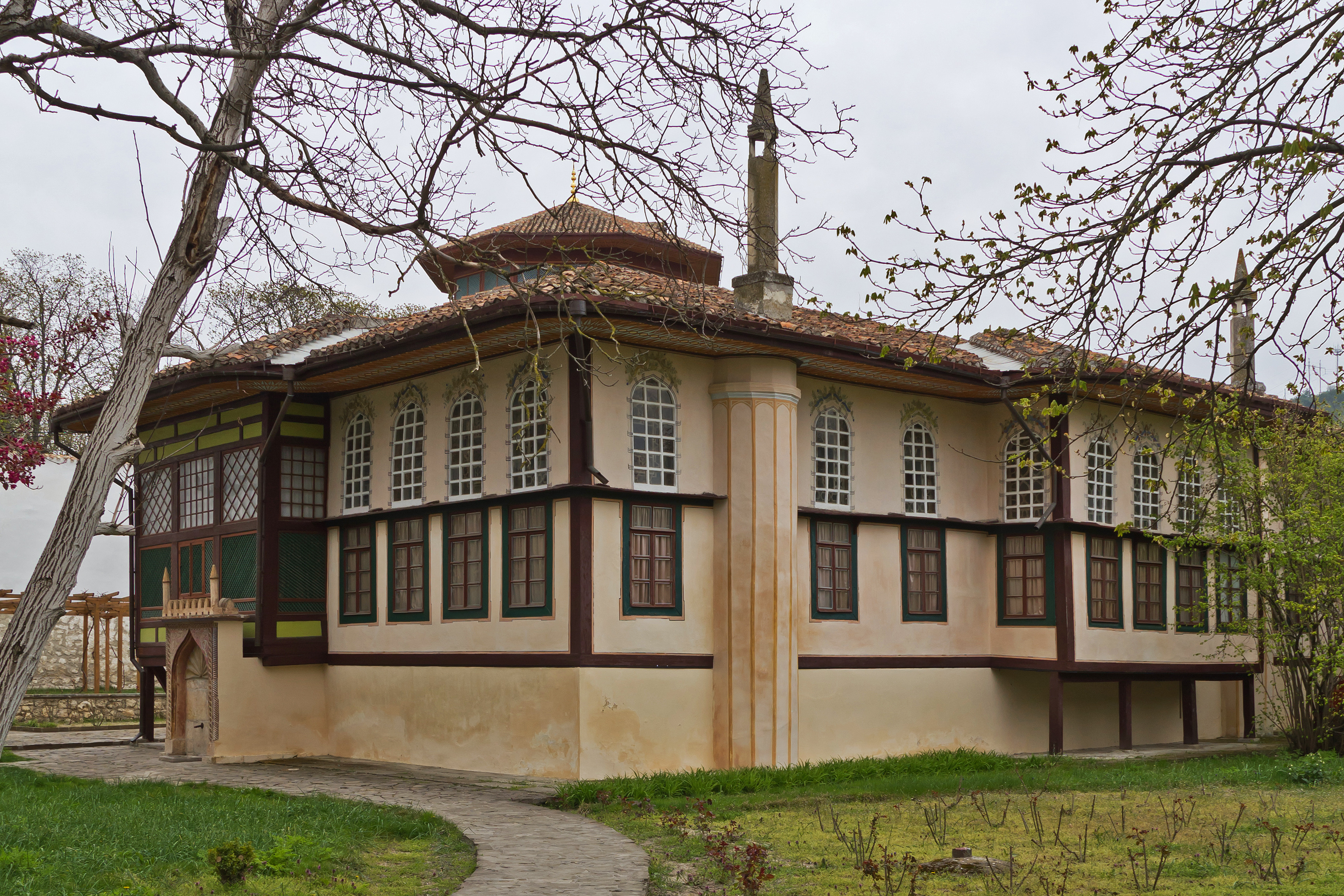
Clădirea haremului

Interior

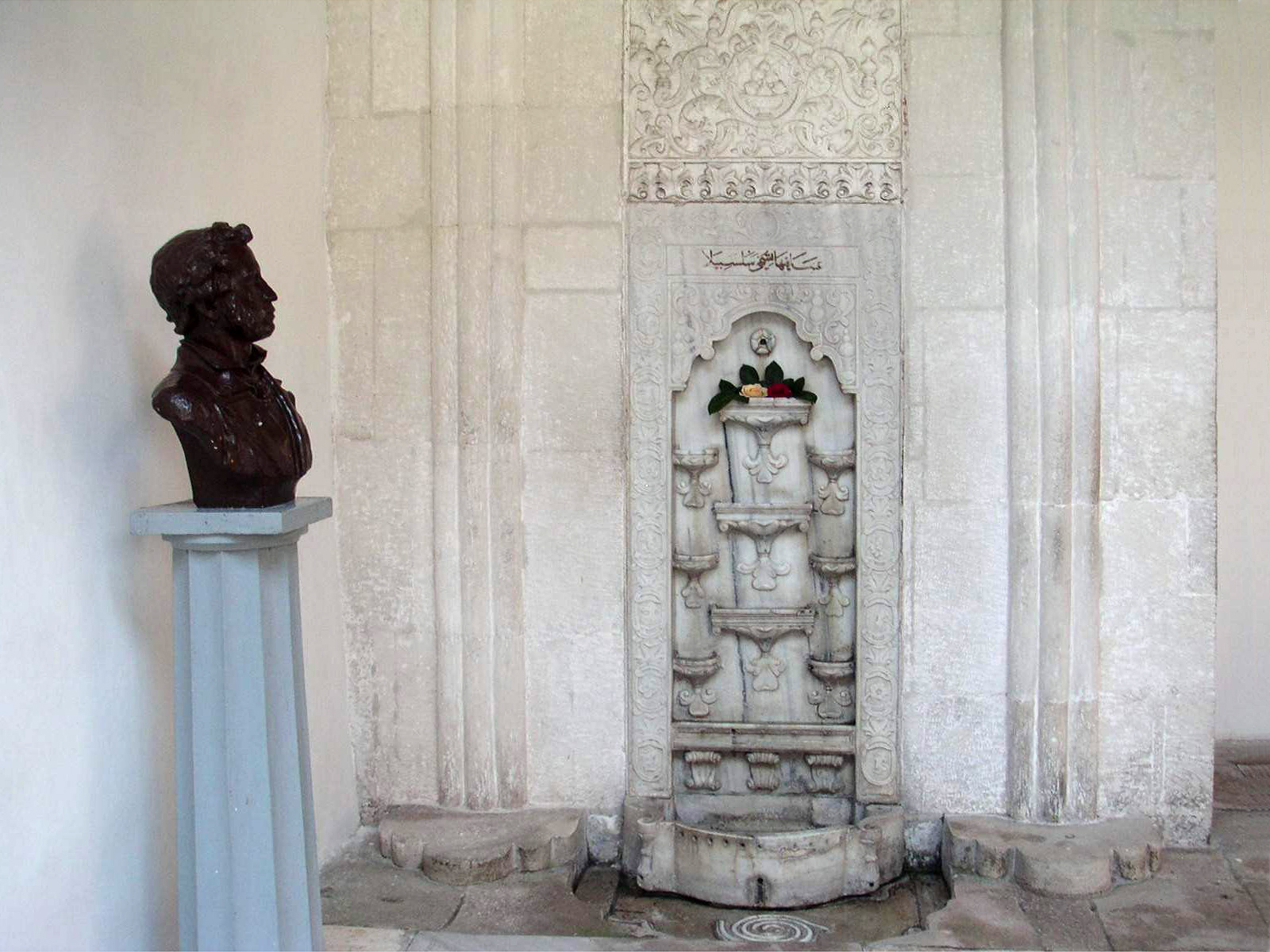
Fântâna Lacrimilor
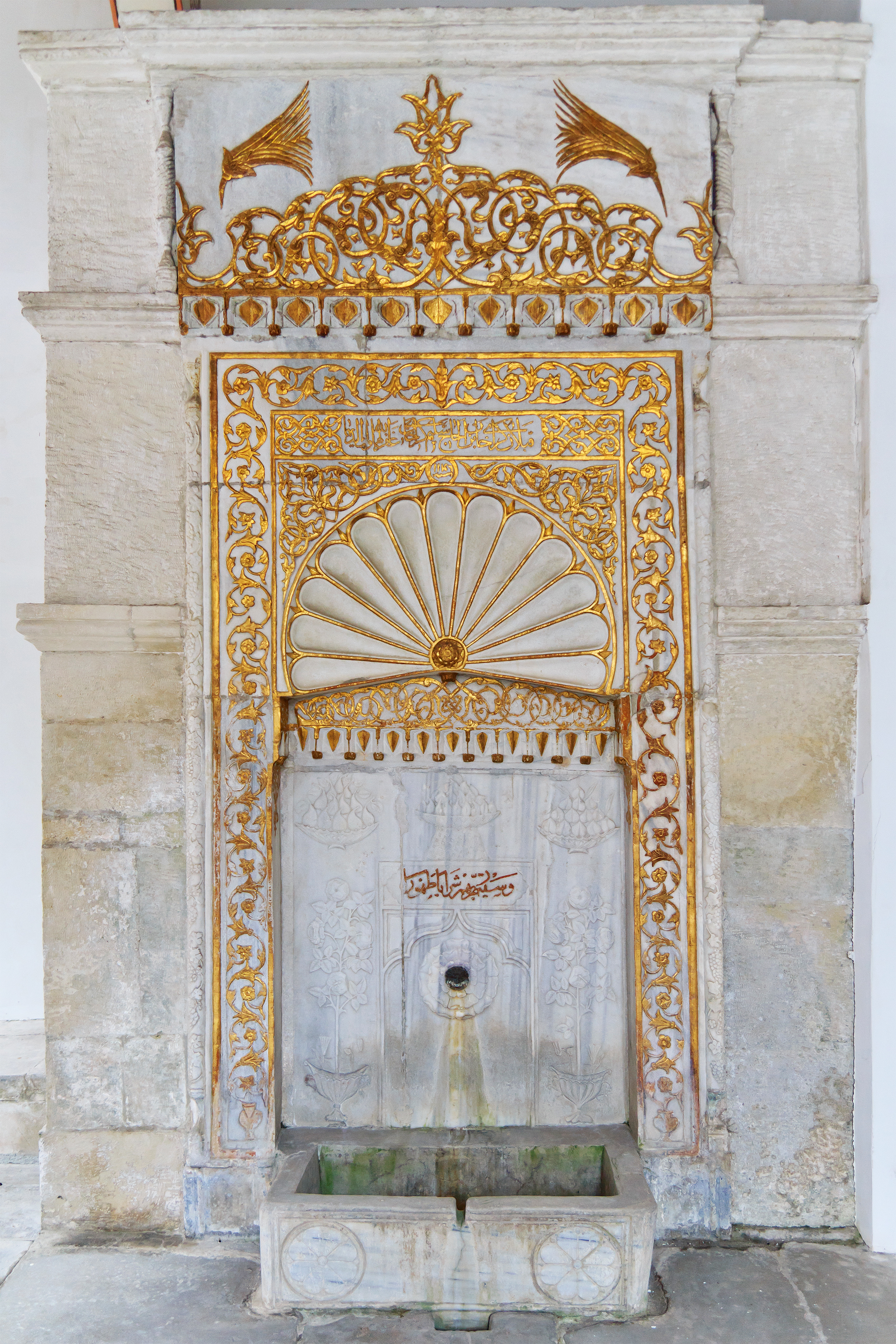
Fântâna aurită
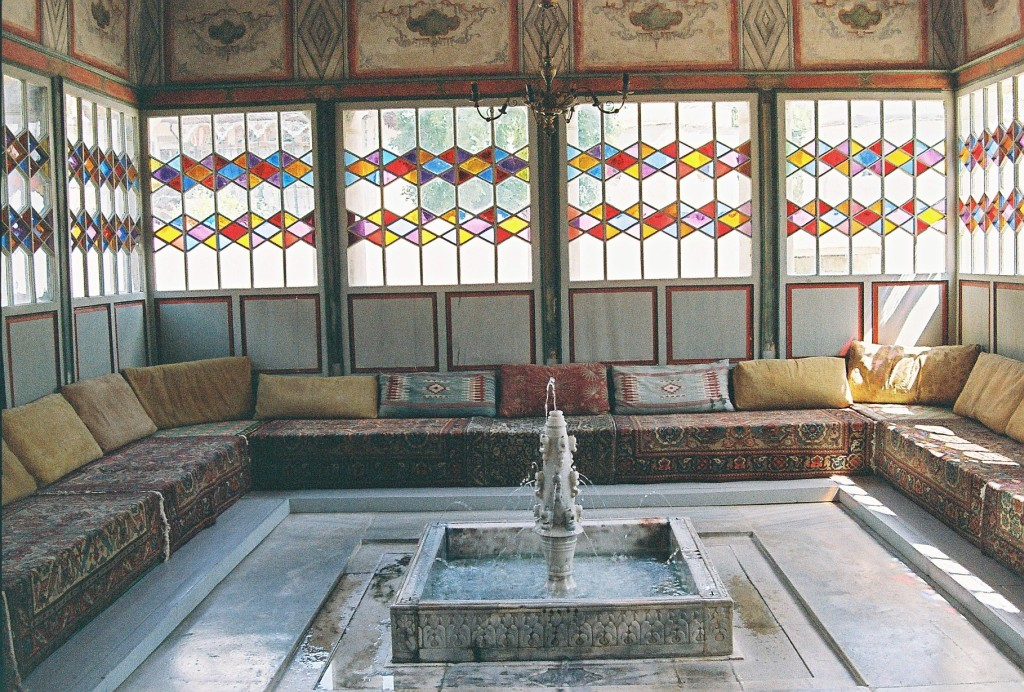
Pavilionul de vară
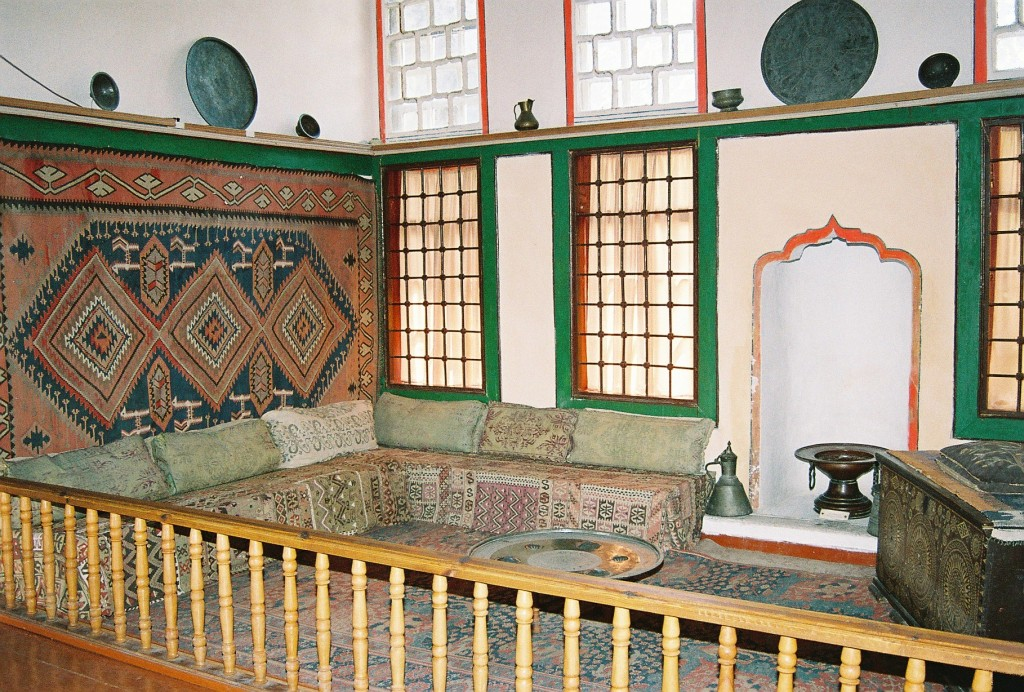
Interiorul haremului

## Legături externe
- Palace's official website
- ArchNet.org - Palace Images
- Pushkin and Soviet-era Composers
- The Fascinating Bakhchisaray Palace